# Minuartia abchasica
Minuartia abchasica är en nejlikväxtart som beskrevs av Boris Konstantinovich Schischkin. Minuartia abchasica ingår i släktet nörlar, och familjen nejlikväxter. Inga underarter finns listade i Catalogue of Life.